# Marmentino
Marmentino – miejscowość i gmina we Włoszech, w regionie Lombardia, w prowincji Brescia.
Według danych na rok 2004 gminę zamieszkiwało 711 osób, 39,5 os./km².